# La isla (película de 1979)
La isla (The Island, en inglés) es una película argentina dramática estrenada el 9 de agosto de 1979. Dirigida por Alejandro Doria. Escrita por Alejandro Doria y Aída Bortnik. Protagonizada por Selva Alemán, Hugo Arana, Aldo Barbero, Héctor Bidonde, Luisina Brando, Alicia Bruzzo, Franklin Caicedo, Lito Cruz, Graciela Dufau, Lizardo Laphitz, Sandra Mihanovich, Aníbal Morixe, Chela Ruiz, Flora Steinberg, Elena Tasisto, Érika Wallner. También, contó con la actuación especial de Luisa Vehil. Este film relataba la vida en un hospital psiquiátrico.

## Reparto
- Luisina Brando
- Selva Alemán
- Alicia Bruzzo
- Graciela Dufau
- Aldo Barbero
- Lito Cruz
- Chela Ruiz
- Hugo Arana
- Franklin Caicedo
- Érika Wallner
- Luisa Vehil
- Héctor Bidonde
- Sandra Mihanovich
- Beatriz Spelzini
- Flora Steinberg
- Juan Carlos Gianuzzi
- Lisardo Laphitz
- Aníbal Morixe
- Marzenka Novak
- Ángela Ragno
- Roberto Carnaghi
- Beatriz Thibaudin